# Annabel Miguelena
Annabel Miguelena (Chitré, Herrera, Panamá, 6 de octubre de 1984) es una escritora, actriz, instructora de zumba y abogada, habiendo publicado "Amo tus pies mugrientos" (El Hacedor, 2011), "Punto final" (UTP, 2005) y "Pedacito de luna" (Fundación Buenos Vecinos, 2009). 
Ganadora en 2010 del Concurso de minicuento organizado en España por la Revista Minatura y en 2004 de la Primera Mención del Premio Nacional de Cuento "José María Sánchez" organizado por la Universidad Tecnológica de Panamá. En 2010 escribió, produjo, compuso la música y actuó en la obra de teatro "Ana Mía", nominada en Panamá para tres Premios Escena, de los que ganó el correspondiente a Mejor Obra Original Escrita para Teatro y Mejor Canción Original.